# Caquetaia myersi
Caquetaia myersi es una especie de pez de la familia Cichlidae en el orden de los Perciformes.

## Morfología
Los machos pueden llegar alcanzar los 19 cm de longitud total.

## Hábitat
Es una especie de clima tropical entre 22 °C-30 °C de temperatura.

## Distribución geográfica
Se encuentran en Sudamérica:  cuencas de los ríos  Putumayo y  Napo (cuenca del río Amazonas ).

## Observaciones
No es un pez conocido en acuariofilia.